# Ярославка (Моргауський район)
Яросла́вка (рос. Ярославка, чув. Хĕтеркасси) — присілок у Чувашії Російської Федерації, центр Ярославського сільського поселення Моргауського району.
Населення — 435 осіб (2010; 476 в 2002, 491 в 1979; 217 в 1939, 245 в 1926, 453 в 1897, 263 в 1858).

## Історія
Історична назва — Ярославський. До 1866 року селяни мали статус державних, займались землеробством, тваринництвом, бондарством, ковальством, виробництвом взуття, одягу, коліс. 1931 року створено колгосп «Перша борозна». До 1920 року присілок перебував у складі Татаркасинської волості Козьмодемьянського, до 1926 року — у складі Чебоксарського повіту, а до 1927 року — у складі Малокаракчінської волості Ядрінського повіту. 1927 року присілок переданий до складу Татаркасинського, 1939 року — до складу Сундирського, 1962 року — до складу Чебоксарського, 1964 року — до складу Моргауського району.

## Господарство
У присілку діють школа, дитячий садок, кабінет лікаря загальної практики, клуб, бібліотека, пошта та відділення банку, 2 магазини.